# Agave amica
Agave amica of tuberoos is een plantensoort die in het APG III-systeem tot de aspergefamilie (Asparagaceae) wordt gerekend. De soort komt voor in Centraal- en Zuid-Mexico. De bloemen van deze soort hebben een opvallende geur en worden verwerkt in parfums. 

## Synoniemen
- Crinum angustifolium Houtt.
- Agave polianthes Thiede & Eggli
- Agave tuberosa (L.) Thiede & Eggli
- Polianthes gracilis Link
- Polianthes tuberosa L.
- Polianthes tuberosa f. plena Moldenke
- Tuberosa amica Medik.